# 河小卷蛾属
河小卷蛾属（学名：Cephalophyes）是卷蛾科下的一个属。

## 下属物种
本属包括以下物种：
- Cephalophyes cyanura (Meyrick, 1909)
- Cephalophyes latens (Diakonoff, 1973)
- 青河小卷蛾 Cephalophyes porphyrea Diakonoff, 1973